# Giuseppe Lillo
Giuseppe Lillo (Galatina, 5 marzo 1814 – Napoli, 4 febbraio 1863) è stato un compositore italiano.

## Biografia
Sin da ragazzo studiò musica e pianoforte. Già quattordicenne suonava il pianoforte dando spettacolo in molti palazzi leccesi.
Studiò a Napoli nel Collegio San Pietro a Majella componendo nel 1834 la sua prima operetta. Nel 1837 era già al San Carlo di Napoli con il dramma Odda di Bernaver. Il successo gli permise di comporre l'opera Rosmunda in Ravenna (tragedia lirica in 2 atti), su libretto di Luisa Amalia Paladini, che inaugurò il Teatro La Fenice di Venezia il 26 dicembre 1837 (distrutto da un incendio il 13 dicembre 13 dicembre 1836).
Le sue opere furono rappresentate nei più grandi teatri italiani di Venezia, Milano, Firenze e Roma. Nel 1850 davanti al Re e alla Corte rappresenta al San Carlo Caterina Howard che racconta la triste storia della quinta moglie di Enrico VIII.
Compose anche musica sacra, vocale da camera e pianistica.
Fu ottimo insegnante di musica nel Collegio di Napoli e fece parte dell'Accademia Reale di Napoli e della Filarmonica Bellini di Palermo.
Anche a Galatina furono rappresentate alcune sue opere ed il suo nome fu dato alla strada che attraversa il centro storico.
Morì nel 1863 a Napoli.

## Opere
- La moglie per 24 ore, ossia L'ammalato di buona salute, opera buffa in 2 atti su libretto di A. Passaro, Napoli, Real Collegio di Musica, carnevale 1834
- Il gioiello, opera semiseria in 2 atti su libretto di Leopoldo Tarantini, Napoli, Teatro Nuovo, autunno 1835
- Odda di Bernaver, opera seria in 2 atti su libretto di Giovanni Emanuele Bidera, Napoli, Teatro San Carlo, 28 febbraio 1837
- Rosmunda in Ravenna, tragedia lirica in 2 atti su libretto di Luisa Amalia Paladini, Venezia, Teatro La Fenice, 26 dicembre 1837
- Alisa di Rieux, opera semiseria in 3 atti su libretto di Gaetano Rossi, Roma, Teatro Argentina, primavera 1838
- La modista, opera semiseria in 2 atti, Firenze, Teatro La Pergola, 9 maggio 1839
- Il conte di Chalais, opera seria in 2 atti su libretto di Salvatore Cammarano, Napoli, Teatro San Carlo, ottobre 1839 con Paul Barroilhet e Michele Benedetti (basso)
- Le disgrazie di un bel giovane, ossia Il zio e il nipote, opera giocosa in 2 atti su libretto di Leopoldo Tarantini, Firenze, Teatro La Pergola, primavera 1840
- Le nozze campestri, dramma per musica in 1 atto (musicato assieme a Giuseppe Lillo), su libretto di Giovanni Schmidt, Napoli, Teatro San Carlo, 30 maggio 1841
- L'osteria di Andujar, opera comica in 3 atti su libretto di Leopoldo Tarantini, Napoli, Teatro San Carlo, 30 settembre 1840
- Cristina di Svezia, tragedia lirica in 3 atti su libretto di Salvatore Cammarano, Napoli, Teatro San Carlo, 21 gennaio 1841 con Domenico Reina e Giovanni Orazio Cartagenova
- Lara, tragedia lirica in 2 atti su libretto di Leopoldo Tarantini, Napoli, Teatro San Carlo, carnevale 1842 con Eugenia Tadolini e Michele Benedetti (basso)
- Il cavaliere di San Giorgio, ossia Il mulatto, opera semiseria in 2 atti su libretto di Jacopo Ferretti, Torino, Teatro Carignano, autunno 1846
- Caterina Howard, opera tragica in 4 atti su libretto di G. Giachetti, Napoli, Teatro San Carlo, 26 settembre 1850 con Achille De Bassini
- La Delfina, opera semiseria in 2 atti su libretto di M. d'Arienzo, Napoli, Teatro Nuovo, marzo 1850
- La gioventù di Shakespeare, ossia Il sogno d'una notte estiva, commedia lirica in 3 atti su libretto di G.S. Giannini, Napoli, Teatro Nuovo, 29 dicembre 1851
- Ser Babbeo, opera semiseria in 3 atti su libretto di L.E. Bardare, Napoli, Teatro Nuovo, 8 maggio 1853
- Il figlio della schiava, dramma lirico in 3 atti su libretto di G.S. Giannini, Napoli, Teatro del Fondo, 9 luglio 1853